# Carl von Dannfelt
Carl Christoffer Herman von Dannfelt, född 1773 i Stralsund i Svenska Pommern, död 1841 i Tyskland, var en svensk militär.

## Biografi
von Dannfelt föddes i Stralsund och han utbildade sig till militär i både Sverige och Tyskland. 1801 hade han blivit major i Kristianstad. Sverige drogs dock in i Napoleonkrigen och von Dannfelt, som nu blivit överste, var placerad i Stralsund och han blev 1807 tagen till fånga av de franska styrkorna och förd som krigsfånge till Paris. Det sägs att han i Paris träffade den franska kejsarinnan Joséphine. År 1809 frigavs von Dannfelt som återvände till Sverige, och år 1811 förvärvade han Olofströms bruk och slog sig ned i bruksägarens herrgård, Lilla Holje herrgård.
Han gifte han sig med Vilhelmina Hedvig Adolfina von Schwartzer och med henne fick han år 1800 en dotter, Charlotta Juliana von Dannfelt.
Carl von Dannfelt avled under en resa i Tyskland 1841 och begravdes i ett gravkapell som han låtit uppföra i Olofström.

## Utmärkelser[2]
- Riddare av Svärdsorden
- Kommendör av Vasaorden